# AKB48 サヨナラ毛利さん
『AKB48 サヨナラ毛利さん』（エーケービーフォーティーエイト サヨナラもうりさん、英: AKB48 Good bye Mr. Mouri）は、2022年4月8日（7日深夜）から2023年3月24日（23日深夜）まで日本テレビ（関東ローカル）で放送されていたバラエティ番組で、AKB48の冠番組である。全48回。

## 概要
2008年1月に放送開始の『AKB1じ59ふん!』から2019年9月に放送終了した『AKBINGO!』まで日本テレビの毛利忍プロデューサーの演出により同局で放送されてきたAKB48のバラエティ番組が、約2年半ぶりに復活したレギュラー番組である。
この番組では毛利プロデューサーのもとを離れ、AKB48メンバーと新たなスタッフが、過去の名物企画をアップデートするなど「令和版の王道アイドルバラエティー」制作に挑戦した。
2022年4月8日の新冠番組開始を記念して、4月3日にぴあアリーナMMでスペシャルライブ『AKB48 LIVE SHOW〜AKBINGO! THE FINAL サヨナラ毛利さん〜』が開催されるとともに、「番組センター」を決める観覧者投票も実施され、大盛真歩が選ばれた。
各回放送日の20時に、SHOWROOMのオフィシャル動画コレクションにおいて『伝説のアイドル番組P毛利さんを追っかけたらAKB48の裏側たくさん撮れてしまった件！』として収録の裏側を紹介する動画を公開していた。
2023年3月24日（23日深夜）の放送をもって本番組は終了となった。後継番組はAKB48現役メンバーと一般の応募者が競い、新たなアイドルグループを結成するオーディション番組『OUT OF 48』が放送開始された。

## 出演者
- AKB48
- 霜降り明星（せいや、粗品） - MC[7][8]
- 峯岸みなみ（AKB48 OG） - レギュラー[7][8]

## 放送日程

### 2022年
| 回 | 放送日   | サブタイトル                                                       | 放送内容 | 出演メンバー | ゲスト・その他の出演者                                                                                               | 備考   |
| -- | -------- | ------------------------------------------------------------------ | --- | --- | --- | ------ |
| 1  | 04月08日 | お前絶対AKB48じゃないだろう!                                       | ニセAKB48を見破れ! * 1stターン：課題「トーク」 * 2ndターン：課題「ダンス」 * 3rdターン：課題「歌」 * ラストターン：課題「トーク」                                       | 浅井七海、稲垣香織、大盛真歩、岡田奈々、岡部麟、柏木由紀、倉野尾成美、佐藤美波、 下尾みう、千葉恵里、徳永羚海、本田仁美、向井地美音、村山彩希、山内瑞葵 | 七瀬れあ・藤宮めい（Appare!）、春海りお（Peel the Apple）                                                            | [ 9 ]  |
| 2  | 04月15日 | 暴露カーリング!ヤバそだね〜                                        | * 柏木チームvs岡田チーム * 小栗チームvs本田チーム | 浅井七海、稲垣香織、大盛真歩、岡田奈々、岡部麟、小栗有以、柏木由紀、倉野尾成美、 佐藤美波、下尾みう、千葉恵里、徳永羚海、本田仁美、向井地美音、村山彩希、山内瑞葵 | | [ 10 ] |
| 3  | 04月22日 | 一番のオシャレアイドルは誰だ!? AKB48私服 No.1決定戦                | 推しに恥はかかせられない!ファン対抗コーデバトル * 千葉vs浅井vs稲垣vs大盛                                                                                                | 浅井七海、稲垣香織、大盛真歩、岡田奈々、岡部麟、柏木由紀、倉野尾成美、佐藤美波、 下尾みう、千葉恵里、徳永羚海、本田仁美、向井地美音、村山彩希、山内瑞葵 | | [ 11 ] |
| 4  | 04月29日 | 第1回 OA尺オーディション!                                          | 落札したらモザイク解除! OA尺オーディション * 1品目：ビリビリ電気椅子 * 2品目：顔面ラップ破り * 3品目：巨大風船爆破 * 4品目：パンスト相撲 * 5品目 ：箱の中身はなんだろな | 浅井七海、稲垣香織、大盛真歩、岡田奈々、岡部麟、柏木由紀、倉野尾成美、佐藤美波、 下尾みう、千葉恵里、徳永羚海、本田仁美、向井地美音、村山彩希、山内瑞葵 | | [ 12 ] |
| 5  | 05月06日 | 大盛真歩にAKB48愛で買ったら1000円!ただし負けたら-1000円!           | AKB48愛で勝負! * 衣装を並び替えろ! * この衣装は誰のでしょう!? * 早着替え対決!                                                                                           | 大盛真歩、岡田奈々、岡部麟、小栗有以、小田えりな、行天優莉奈、坂口渚沙、佐藤美波、 下尾みう、髙橋彩音、谷口めぐ、千葉恵里、徳永羚海、本田仁美、村山彩希、山内瑞葵 | | [ 13 ] |
| 6  | 05月13日 | AKB48強運No.1は誰だ？春の強運動会 前半戦                           | * 強運イス取りゲーム * 運試し風船割りゲーム | 岡田奈々、岡部麟、小栗有以、小田えりな、行天優莉奈、 坂川陽香、坂口渚沙、佐藤美波、 下尾みう、髙橋彩音、谷口めぐ、千葉恵里、徳永羚海、本田仁美、村山彩希、山内瑞葵 | | [ 14 ] |
| 7  | 05月20日 | AKB48強運No.1は誰だ？春の強運動会 後半戦                           | * 強運トライアスロン * サバイバル障害物競走 | 岡田奈々、岡部麟、小栗有以、小田えりな、行天優莉奈、 坂川陽香、坂口渚沙、佐藤美波、 下尾みう、髙橋彩音、谷口めぐ、千葉恵里、徳永羚海、本田仁美、村山彩希、山内瑞葵 | | [ 15 ] |
| 8  | 05月27日 | 非公式プロフィール発表会                                           | * 逆流出部門 * 特技部門 * カミングアウト部門 | 岡田奈々、岡部麟、小栗有以、小田えりな、行天優莉奈、 坂川陽香、坂口渚沙、佐藤美波、 下尾みう、髙橋彩音、谷口めぐ、千葉恵里、徳永羚海、本田仁美、村山彩希、山内瑞葵 | | [ 16 ] |
| 9  | 06月03日 | メイクウマ娘 キューティーダービー 前半戦                           | * 17期研究生オルチャンステークス * 17期研究生量産型記念 | 大盛真歩、小栗有以、柏木由紀、佐藤美波、下尾みう、谷口めぐ、千葉恵里、本田仁美、 向井地美音、茂木忍、山内瑞葵 （以下、17期研究生） 太田有紀、小濱心音、佐藤綺星、橋本恵理子、長谷川新奈、畠山希美、平田侑希、布袋百椛、正鋳真優、水島美結、山崎空 | | [ 17 ] |
| 10 | 06月10日 | メイクウマ娘 キューティーダービー 後半戦                           | * 加工賞（顔） * 加工賞（全身） | 大盛真歩、小栗有以、柏木由紀、佐藤美波、下尾みう、谷口めぐ、千葉恵里、本田仁美、 向井地美音、茂木忍、山内瑞葵 （以下、17期研究生） 太田有紀、小濱心音、佐藤綺星、橋本恵理子、長谷川新奈、畠山希美、平田侑希、布袋百椛、正鋳真優、水島美結、山崎空 | | [ 18 ] |
| 11 | 06月17日 | きっちり投げます!暴露カーリング 前半戦                             | チームA対チームK | 浅井七海、大盛真歩、小栗有以、小田えりな、柏木由紀、行天優莉奈、倉野尾成美、下尾みう、 鈴木くるみ、田口愛佳、谷口めぐ、千葉恵里、中西智代梨、左伴彩佳、本田仁美、向井地美音、 武藤小麟、武藤十夢、茂木忍、山内瑞葵、山根涼羽、吉川七瀬 | | [ 19 ] |
| 12 | 06月24日 | きっちり投げます!暴露カーリング 後半戦                             | チームB対チーム4 | 浅井七海、大盛真歩、小栗有以、小田えりな、柏木由紀、行天優莉奈、倉野尾成美、下尾みう、 鈴木くるみ、田口愛佳、谷口めぐ、千葉恵里、中西智代梨、左伴彩佳、本田仁美、向井地美音、 武藤小麟、武藤十夢、茂木忍、山内瑞葵、山根涼羽、吉川七瀬 | | [ 20 ] |
| 13 | 07月01日 | 賛成?反対?罰ゲームコンプラ審議委員会                               | 反対派と賛成派で徹底審議 * クリーム砲 * 酢ーメン * 激くさ靴下 | 大盛真歩、岡部麟、小栗有以、柏木由紀、中西智代梨、千葉恵里、本田仁美、向井地美音、 武藤十夢、山内瑞葵 （以下、17期研究生） 太田有紀、小濱心音、佐藤綺星、橋本恵理子、長谷川新奈、畠山希美、平田侑希、布袋百椛、正鋳真優、水島美結、山崎空 | | [ 21 ] |
| 14 | 07月08日 | ちゃんと歌っていないメンバーは誰だ!?口パクシンガー 前半戦          | 口パクシンガーを当てる * ポニーテールとシュシュ * 会いたかった * 根も葉もRumor                                                                                          | 浅井七海、大盛真歩、小田えりな、柏木由紀、倉野尾成美、小林蘭、佐藤妃星、佐藤美波、 下尾みう、鈴木くるみ、髙橋彩香、谷口めぐ、千葉恵里、藤園麗、本田仁美、向井地美音、 村山彩希、山内瑞葵、山根涼羽、山邊歩夢 （以下、17期研究生） 太田有紀、小濱心音、佐藤綺星、橋本恵理子、長谷川新奈、畠山希美、平田侑希、布袋百椛、正鋳真優、水島美結、山崎空                           | | [ 22 ] |
| 15 | 07月15日 | ちゃんと歌っていないメンバーは誰だ!?口パクシンガー 後半戦          | 口パクシンガーを当てる * 元カレです * 恋するフォーチュンクッキー * 言い訳Maybe                                                                                          | 浅井七海、大盛真歩、小田えりな、柏木由紀、倉野尾成美、小林蘭、佐藤妃星、佐藤美波、 下尾みう、鈴木くるみ、髙橋彩香、谷口めぐ、千葉恵里、藤園麗、本田仁美、向井地美音、 村山彩希、山内瑞葵、山根涼羽、山邊歩夢 （以下、17期研究生） 太田有紀、小濱心音、佐藤綺星、橋本恵理子、長谷川新奈、畠山希美、平田侑希、布袋百椛、正鋳真優、水島美結、山崎空                           | | [ 23 ] |
| 16 | 07月22日 | 芸能記者大集合!AKB48ゴシップスーパーセール 前編                    | 自分のゴシップや自分の特技をアピール | 浅井七海、大盛真歩、奥原妃奈子、柏木由紀、小林蘭、佐藤妃星、佐藤美波、鈴木くるみ、 谷口めぐ、千葉恵里、濵咲友菜、左伴彩佳、本田仁美、向井地美音、武藤小麟、村山彩希、 茂木忍、山内瑞葵、山根涼羽、吉川七瀬 （以下、17期研究生） 太田有紀、佐藤綺星、橋本恵理子、長谷川新奈、畠山希美                                                                                       | 芸能記者4名 * 宮原清志郎（FLASH） * 藤原哲哉（WEBザテレビジョン） * 野村あつこ（モデルプレス） * 岡田隆志（48times） | [ 24 ] |
| 17 | 07月29日 | 芸能記者大集合!AKB48ゴシップスーパーセール 後編                    | 自分のゴシップや自分の特技をアピール | 浅井七海、大盛真歩、奥原妃奈子、柏木由紀、小林蘭、佐藤妃星、佐藤美波、鈴木くるみ、 谷口めぐ、千葉恵里、濵咲友菜、左伴彩佳、本田仁美、向井地美音、武藤小麟、村山彩希、 茂木忍、山内瑞葵、山根涼羽、吉川七瀬 （以下、17期研究生） 太田有紀、佐藤綺星、橋本恵理子、長谷川新奈、畠山希美                                                                                       | 芸能記者4名 * 宮原清志郎（FLASH） * 藤原哲哉（WEBザテレビジョン） * 野村あつこ（モデルプレス） * 岡田隆志（48times） | [ 25 ] |
| 18 | 08月05日 | お前が面白いんじゃない!周りが面白くしてくれたんだ!大盛真歩大反省会 | 大盛が出演した『踊る!さんま御殿!!』を振り返って反省会 | 大盛真歩、柏木由紀、込山榛香、佐藤美波、清水麻璃亜、千葉恵里、徳永羚海、中西智代梨、 濵咲友菜、藤園麗、本田仁美、向井地美音、山内瑞葵 （以下、17期研究生） 太田有紀、小濱心音、佐藤綺星、橋本恵理子、長谷川新奈、畠山希美、平田侑希、布袋百椛、正鋳真優、水島美結、山崎空                                                                                                  | | [ 26 ] |
| 19 | 08月12日 | 卒業後のヤバい男に気をつけろ!AKB48恋愛予備校                       | 自称・医者の男性3人から本物を見抜く | 浅井七海、大盛真歩、柏木由紀、小林蘭、込山榛香、佐藤妃星、佐藤美波、清水麻璃亜、 鈴木くるみ、田口愛佳、千葉恵里、徳永羚海、中西智代梨、濵咲友菜、左伴彩佳、藤園麗、 本田仁美、向井地美音、茂木忍、山内瑞葵、山根涼羽 | | [ 27 ] |
| 20 | 08月19日 | さんま御殿で大失敗した大盛真歩の大反省会                           | トークのスキルアップ「AKB48の謎のルール」をテーマにメンバーがトーク | 大盛真歩、柏木由紀、込山榛香、佐藤美波、清水麻璃亜、千葉恵里、徳永羚海、中西智代梨、 濵咲友菜、藤園麗、本田仁美、向井地美音、山内瑞葵 （以下、17期研究生） 太田有紀、小濱心音、佐藤綺星、橋本恵理子、長谷川新奈、畠山希美、平田侑希、布袋百椛、正鋳真優、水島美結、山崎空                                                                                                  | | [ 28 ] |
| 21 | 08月26日 | きっちり投げます!暴露カーリング                                    | チームK対チームB | 浅井七海、大盛真歩、小栗有以、小田えりな、柏木由紀、行天優莉奈、倉野尾成美、下尾みう、 鈴木くるみ、田口愛佳、谷口めぐ、千葉恵里、中西智代梨、左伴彩佳、本田仁美、向井地美音、 武藤小麟、武藤十夢、茂木忍、山内瑞葵、山根涼羽、吉川七瀬 | | [ 29 ] |
| 22 | 09月02日 | 卒業後のヤバい男に気をつけろ!AKB48恋愛予備校                       | 自称・ベンチャー社長の男性3人から本物を見抜く | 浅井七海、大盛真歩、柏木由紀、小林蘭、込山榛香、佐藤妃星、佐藤美波、 清水麻璃亜、鈴木くるみ、田口愛佳、千葉恵里、徳永羚海、中西智代梨、濵咲友菜、左伴彩佳、 藤園麗、本田仁美、向井地美音、茂木忍、山内瑞葵、山根涼羽 | | [ 30 ] |
| 23 | 09月09日 | きっちり投げます!暴露カーリング                                    | チームA対チーム4 | 浅井七海、大盛真歩、小栗有以、小田えりな、柏木由紀、行天優莉奈、倉野尾成美、下尾みう、 鈴木くるみ、田口愛佳、谷口めぐ、千葉恵里、中西智代梨、左伴彩佳、本田仁美、向井地美音、 武藤小麟、武藤十夢、茂木忍、山内瑞葵、山根涼羽、吉川七瀬 | | [ 31 ] |
| 24 | 09月16日 | さんま御殿で大失敗した大盛真歩の大反省会                           | トークのスキルアップ「街でついついアピールしちゃうこと」をテーマにメンバーがトーク                                                                                      | 大盛真歩、柏木由紀、込山榛香、佐藤美波、清水麻璃亜、千葉恵里、徳永羚海、中西智代梨、 濵咲友菜、藤園麗、本田仁美、向井地美音、山内瑞葵 （以下、17期研究生） 太田有紀、小濱心音、佐藤綺星、橋本恵理子、長谷川新奈、畠山希美、平田侑希、布袋百椛、正鋳真優、水島美結、山崎空                                                                                                  | | [ 32 ] |
| 25 | 10月07日 | 先輩のおかげで今がある!本物のOGは誰だ 前半戦                       | 6人の中の誰がOGなのかを当てる | 大西桃香、大盛真歩、小栗有以、柏木由紀、佐藤美波、田口愛佳、千葉恵里、徳永羚海、 中西智代梨、藤園麗、向井地美音、村山彩希、山内瑞葵 （以下、17期研究生） 小濱心音、佐藤綺星、橋本恵理子、畠山希美、平田侑希、布袋百椛、正鋳真優、水島美結、山崎空 | （AKB48 OG） 佐藤夏希、近野莉菜、名取稚菜                                                                            | [ 33 ] |
| 26 | 10月14日 | 先輩のおかげで今がある!本物のOGは誰だ 後半戦                       | 6人の中の誰がOGなのかを当てる | 大西桃香、大盛真歩、小栗有以、柏木由紀、佐藤美波、田口愛佳、千葉恵里、徳永羚海、 中西智代梨、藤園麗、向井地美音、村山彩希、山内瑞葵 （以下、17期研究生） 小濱心音、佐藤綺星、橋本恵理子、畠山希美、平田侑希、布袋百椛、正鋳真優、水島美結、山崎空 | （AKB48 OG） 今井優、駒谷仁美、仲谷明香、松原夏海                                                                    | [ 34 ] |
| 27 | 10月21日 | ちゃんと歌っていないメンバーは誰だ!?口パクシンガー 前半戦          | 口パクシンガーを当てる * Everyday、カチューシャ * 365日の紙飛行機 * 久しぶりのリップグロス                                                                              | 岩立沙穂、大竹ひとみ、大西桃香、大盛真歩、小田えりな、柏木由紀、倉野尾成美、佐藤美波、 篠崎彩奈、田口愛佳、谷口めぐ、千葉恵里、中西智代梨、藤園麗、向井地美音、村山彩希、 茂木忍、山内瑞葵、山根涼羽、吉川七瀬 （以下、17期研究生、第27回） 佐藤綺星、畠山希美、布袋百椛、正鋳真優、水島美結 （以下、17期研究生、第28回） 小濱心音、佐藤綺星、橋本恵理子、平田侑希、山崎空 | | [ 35 ] |
| 28 | 10月28日 | ちゃんと歌っていないメンバーは誰だ!?口パクシンガー 後半戦          | 口パクシンガーを当てる * フライングゲット * 光と影の日々 * 大声ダイヤモンド                                                                                             | 岩立沙穂、大竹ひとみ、大西桃香、大盛真歩、小田えりな、柏木由紀、倉野尾成美、佐藤美波、 篠崎彩奈、田口愛佳、谷口めぐ、千葉恵里、中西智代梨、藤園麗、向井地美音、村山彩希、 茂木忍、山内瑞葵、山根涼羽、吉川七瀬 （以下、17期研究生、第27回） 佐藤綺星、畠山希美、布袋百椛、正鋳真優、水島美結 （以下、17期研究生、第28回） 小濱心音、佐藤綺星、橋本恵理子、平田侑希、山崎空 | | [ 36 ] |
| 29 | 11月04日 | ファンの胃袋をつかめ!AKB48お料理選抜 前半戦                        | 20人が半年かけて4つのお料理部に分かれてオリジナルメニューで売り上げ勝負することが決定 * 4つの部活の部長を決定                                                           | 岩立沙穂、歌田初夏、大竹ひとみ、岡田奈々、岡部麟、倉野尾成美、込山榛香、篠崎彩奈、 谷口めぐ、千葉恵里、長友彩海、橋本陽菜、服部有菜、左伴彩佳、福岡聖菜、藤園麗、 馬嘉伶、武藤小麟、山邊歩夢 | | [ 37 ] |
| 30 | 11月11日 | ファンの胃袋をつかめ!AKB48お料理選抜 後半戦                        | 4つの部活に所属するメンバーを決めるドラフト会議を開催 | 岩立沙穂、歌田初夏、大竹ひとみ、岡田奈々、岡部麟、倉野尾成美、込山榛香、篠崎彩奈、 谷口めぐ、千葉恵里、長友彩海、橋本陽菜、服部有菜、左伴彩佳、福岡聖菜、藤園麗、 馬嘉伶、武藤小麟、山邊歩夢 | | [ 38 ] |
| 31 | 11月18日 | なぜ選ばれない!?非選抜AKB48                                        | 一度も選抜メンバーに選ばれていないメンバーが集合してトーク * 非選抜あるある * この際だからアピールしたいこと                                                            | 石綿星南、歌田初夏、川原美咲、小林蘭、齋藤陽菜、佐藤妃星、佐藤美波、多田京加、 中西智代梨、長友彩海、橋本陽菜、服部有菜、左伴彩佳、藤園麗、道枝咲、武藤小麟、 山邊歩夢、吉橋柚花 | | [ 39 ] |
| 32 | 11月25日 | 選抜に物申す!非選抜魂の叫び                                        | 選抜メンバーへの不平・不満・思いをぶつける「非選抜メンバーvs選抜メンバー」 * 選抜メンバーにイラットした瞬間! * これだけは絶対に選抜メンバーに負けていない!              | 石綿星南、歌田初夏、川原美咲、小林蘭、齋藤陽菜、佐藤妃星、佐藤美波、多田京加、 中西智代梨、長友彩海、橋本陽菜、服部有菜、左伴彩佳、藤園麗、道枝咲、武藤小麟、 山邊歩夢、吉橋柚花、 大西桃香、大盛真歩、岡部麟、小栗有以、小田えりな、柏木由紀、倉野尾成美、佐藤綺星、下尾みう、千葉恵里、本田仁美、向井地美音、村山彩希、茂木忍、山内瑞葵                                  | | [ 40 ] |
| 33 | 12月02日 | ファンの胃袋をつかめ!AKB48お料理選抜 前半戦                        | * 各部活の活動報告 * 各部活が考案したオリジナルメニューを発表 * スタジオで試食会 AKB48 お料理選抜cafe                                                                   | 石綿星南、市川愛美、岩立沙穂、歌田初夏、大竹ひとみ、岡田奈々、倉野尾成美、小林蘭、 込山榛香、篠崎彩奈、清水麻璃亜、谷口めぐ、千葉恵里、長友彩海、服部有菜、左伴彩佳、 福岡聖菜、藤園麗、山田杏華、山邊歩夢、湯本亜美、吉橋柚花、（以下、17期研究生）橋本恵理子 | | [ 41 ] |
| 34 | 12月09日 | ファンの胃袋をつかめ!AKB48お料理選抜 後半戦                        | * 各部活が考案した「売り上げアップ作戦」を発表 * 神舌orバカ舌対決 優勝した部活への特典追加                                                                              | 石綿星南、市川愛美、岩立沙穂、歌田初夏、大竹ひとみ、岡田奈々、倉野尾成美、小林蘭、 込山榛香、篠崎彩奈、清水麻璃亜、谷口めぐ、千葉恵里、長友彩海、服部有菜、左伴彩佳、 福岡聖菜、藤園麗、山田杏華、山邊歩夢、湯本亜美、吉橋柚花、（以下、17期研究生）橋本恵理子 | 笹崎里菜（当時：日本テレビアナウンサー）                                                                             | [ 42 ] |
| 35 | 12月16日 | 番組センターは超ヤバイ女!?大盛真歩裁判                             | 大盛真歩への苦情をメンバーが発表 * 酒グセがヤバイ * アニヲタ度がヤバイ * 汚いしダサくてヤバイ                                                                           | 石綿星南、大竹ひとみ、大西桃香、大盛真歩、小田えりな、柏木由紀、倉野尾成美、小林蘭、 齋藤陽菜、多田京加、谷口めぐ、千葉恵里、中西智代梨、藤園麗、本田仁美、向井地美音、 村山彩希、山内瑞葵、山邊歩夢、吉橋柚花、（以下、17期研究生）佐藤綺星 | | [ 43 ] |
| 36 | 12月23日 | スタッフが選ぶAKB48ガチランキング                                  | * ライブ映えするメンバー * ダンスが上手いメンバー * カリスマ性があるメンバー * 頼りになるメンバー * 笑顔がかわいいメンバー                                              | 岩立沙穂、歌田初夏、大西桃香、大盛真歩、小田えりな、柏木由紀、倉野尾成美、小林蘭、 込山榛香、篠崎彩奈、多田京加、谷口めぐ、千葉恵里、中西智代梨、藤園麗、本田仁美、 向井地美音、村山彩希、山内瑞葵、吉橋柚花、（以下、17期研究生）佐藤綺星 | | [ 44 ] |

### 2023年
| 回 | 放送日   | サブタイトル                                 | 放送内容 | 出演メンバー | ゲスト・その他の出演者                         | 備考          |
| -- | -------- | -------------------------------------------- | --- | --- | ---------------------------------------------- | ------------- |
| 37 | 01月06日 | 今年飛躍するのは誰だ!AKB48占いランキング     | 3つの運勢でメンバーをランキング * 金運 * 仕事運 * 恋愛運                                                                                        | 大西桃香、小田えりな、柏木由紀、行天優莉奈、倉野尾成美、込山榛香、佐藤美波、下尾みう、 谷口めぐ、中西智代梨、馬嘉伶、向井地美音、武藤小燐、村山彩希、茂木忍、 （以下、17期研究生）佐藤綺星、橋本恵理子 | 占い師 * 白金金華 * 璃狐 * 桜ノ宮              | [ 45 ]        |
| 38 | 01月13日 | ファンの胃袋をつかめ!AKB48お料理選抜         | 動画配信アピールバトルと売り上げバトルを合計した総合順位を発表                                                                                  | 石綿星南、市川愛美、岩立沙穂、歌田初夏、大竹ひとみ、行天優莉奈、倉野尾成美、小林蘭、 込山榛香、篠崎彩奈、谷口めぐ、長友彩海、橋本陽菜、左伴彩佳、福岡聖菜、藤園麗、 馬嘉伶、武藤小麟、山田杏華、山邊歩夢、湯本亜美、吉橋柚花、（以下、17期研究生）橋本恵理子                                                   |                                                | [ 46 ]        |
| 39 | 01月20日 | なぜ選ばれない!?非選抜AKB48                  | 一度も選抜メンバーに選ばれていないメンバーが集合してトーク * 非選抜あるある * だから非選抜なんだ このメンバー * 2023年 わたしのココを見て！     | 市川愛美、岩立沙穂、歌田初夏、大竹ひとみ、行天優莉奈、黒須遥香、佐藤美波、篠崎彩奈、 下口ひなな、多田京加、中西智代梨、永野恵、橋本陽菜、山田杏華、山根涼羽、湯本亜美 |                                                | [ 47 ]        |
| 40 | 01月27日 | 選抜にまだまだ物申す!非選抜魂の叫び          | 「非選抜メンバーvs選抜メンバー」でトーク * 選抜メンバーにこれだけは言いたい!聞きたい! * 選抜メンバーが選ぶ2023年ブレイクしそうな非選抜メンバー! | 市川愛美、岩立沙穂、歌田初夏、大竹ひとみ、行天優莉奈、黒須遥香、佐藤美波、篠崎彩奈、 下口ひなな、多田京加、中西智代梨、永野恵、橋本陽菜、山田杏華、山根涼羽、湯本亜美、 大西桃香、小田えりな、倉野尾成美、佐藤綺星、下尾みう、向井地美音、村山彩希、茂木忍                                                     |                                                | [ 48 ]        |
| 41 | 02月03日 | 卒業後のヤバい男に気をつけろ!AKB48恋愛予備校 | テーマはマッチングアプリ * メンバーが本気で作成したマッチングアプリ用のプロフィールランキング                                                   | 大西桃香、大盛真歩、小田えりな、柏木由紀、込山榛香、中西智代梨、馬嘉伶、向井地美音、 村山彩希、山内瑞葵、山根涼羽、湯本亜美 | マッチングアプリの専門家 * 宮崎楓太 * 伊藤早紀 | [ 49 ]        |
| 42 | 02月10日 | 17期研究生お悩み相談会 前編                  | * 17期研究生9か月の歩み * AKB48に入って良かったこと 悪かったこと * 17期研究生同士で本音トーク                                                   | 太田有紀、小濱心音、橋本恵理子、畠山希美、平田侑希、布袋百椛、正鋳真優、水島美結、山崎空（以上、17期研究生）、 大盛真歩、小田えりな、柏木由紀、千葉恵里、中西智代梨、向井地美音、村山彩希、山内瑞葵 |                                                | [ 50 ]        |
| 43 | 02月17日 | 17期研究生お悩み相談会 後編                  | * 関係者が評価 17期研究生通信簿 * 17期研究生が先輩メンバーに質問 * 先輩メンバーから17期研究生に質問                                             | 太田有紀、小濱心音、橋本恵理子、畠山希美、平田侑希、布袋百椛、正鋳真優、水島美結、山崎空（以上、17期研究生）、 大盛真歩、小田えりな、柏木由紀、千葉恵里、中西智代梨、向井地美音、村山彩希、山内瑞葵 |                                                | [ 51 ]        |
| 44 | 02月24日 | 鋼のメンタル女王は誰だ?AKB48最悪な1日 前半戦 | AKB48に入ってから体験した最悪だったエピソードを発表                                                                                             | 大盛真歩、小田えりな、柏木由紀、込山榛香、坂川陽香、下口ひなな、田口愛佳、谷口めぐ、千葉恵里、 中西智代梨、橋本陽菜、濵咲友菜、向井地美音、武藤小麟、武藤十夢、山内瑞葵、山根涼羽 |                                                | [ 52 ]        |
| 45 | 03月03日 | 鋼のメンタル女王は誰だ?AKB48最悪な1日 後半戦 | AKB48に入ってから体験した最悪だったエピソードを発表                                                                                             | 大盛真歩、小田えりな、柏木由紀、込山榛香、坂川陽香、下口ひなな、田口愛佳、谷口めぐ、千葉恵里、 中西智代梨、橋本陽菜、濵咲友菜、向井地美音、武藤小麟、武藤十夢、山内瑞葵、山根涼羽 |                                                | [ 53 ] [ 54 ] |
| 46 | 03月10日 | なぜ選ばれない!?非選抜48魂の叫び! 前編       | 非選抜メンバーがトーク * あの時 こうしていれば * マネージャー通信簿                                                                             | 上見天乃、歌田初夏、大森美優、岡田梨奈、北澤早紀、 黒須遥香、小林蘭、齋藤陽菜、 坂川陽香、佐々木優佳里、佐藤美波、篠崎彩奈、濱咲友菜、下口ひなな、高岡薫、中西智代梨、 橋本陽菜、平野ひかる、馬嘉伶、武藤小麟、山田杏華、山根涼羽、湯本亜美                                                                    |                                                | [ 55 ]        |
| 47 | 03月17日 | なぜ選ばれない!?非選抜48魂の叫び! 中編       | 非選抜メンバーの親に実施したアンケートの回答内容を紹介                                                                                          | 上見天乃、歌田初夏、大森美優、岡田梨奈、北澤早紀、 黒須遥香、小林蘭、齋藤陽菜、 坂川陽香、佐々木優佳里、佐藤美波、篠崎彩奈、濱咲友菜、下口ひなな、高岡薫、中西智代梨、 橋本陽菜、平野ひかる、馬嘉伶、武藤小麟、山田杏華、山根涼羽、湯本亜美                                                                    | （電話出演） * 湯本亜美の母 * 武藤小麟の父     | [ 56 ]        |
| 48 | 03月24日 | なぜ選ばれない!?非選抜48魂の叫び! 後編       | 選抜メンバー入れ替わるなら誰? | 上見天乃、歌田初夏、大森美優、岡田梨奈、北澤早紀、 黒須遥香、小林蘭、齋藤陽菜、 坂川陽香、佐々木優佳里、佐藤美波、篠崎彩奈、濱咲友菜、下口ひなな、高岡薫、中西智代梨、 橋本陽菜、平野ひかる、馬嘉伶、武藤小麟、山田杏華、山根涼羽、湯本亜美 （以下、電話出演）大盛真歩、小栗有以、倉野尾成美、村山彩希、茂木忍 |                                                | [ 57 ]        |

## 放送局・ネット配信
| 放送期間       | 放送日時                     | 放送局            | 対象地域   | 備考   |
| -------------- | ---------------------------- | ----------------- | ---------- | ------ |
| 2022年4月8日 - | 金曜 0:59 - 1:29（木曜深夜） | 日本テレビ（NTV） | 関東広域圏 | 制作局 |

| 配信対象地域 | 配信元               | 更新日時     | 配信状況                          |
| ------------ | -------------------- | ------------ | --------------------------------- |
| 日本全国     | TVer 日テレ無料TADA! | 放送終了直後 | 最新回限定で無料配信              |
| 日本全国     | GYAO!                | 放送終了直後 | 最新回限定で無料配信              |
| 日本全国     | Hulu                 | 放送終了直後 | 定額見放題 （アーカイブ配信あり） |

## スタッフ
- 企画：秋元康
- ナレーター：須藤祐実（#1 - 8・10 - 18・25 - 48）、三上枝織（#9）、佐藤美波（AKB48、#19 - 24）[59]
- 実況：平松修造（日本テレビアナウンサー、#7）
- 構成：池谷勇太、鈴木遼、林田晋一（#14 - 48）
- TM：望月達史
- SW：村松明
- CAM：加美山稔（#1 - 4・9 - 24・29 - 40）、池田純哉（#5 - 8・25 - 28）、佐原陽平（#41 - 48）
- VE：鈴木昭博（#1 - 24・29 - 32・37 - 45）、佐々木謙太（#25 - 28・33 - 36）、塙梨沙（#46 - 48）
- MIX：白水英国（#1 - 40・46 - 48）、村瀬脩一（#41 - 45）、板橋翔（#46 - 48）
- TK：竹島祐子（#1 - 4・9 - 48）、伊村佳恵（#5 - 8）
- 技術協力：NiTRO、ヌーベルバーグ（#46 - 48）、日放（#46 - 48）
- 照明：高見澤楓・市川朋樹（以上日テレアート、高見澤→#1 - 13・21・23・25 - 48、市川→#14 - 20・22・24）
- 美術：高塚敏史（日テレアート）
- 編集：刀根義道（OMNIBUS JAPAN）
- MA：小林大介・西村善雄（以上OMNIBUS JAPAN、小林→#1 - 18・20 - 48、西村→#19）
- 音効：本間孝男（東海サウンド）
- タイトル：森三平
- 衣装協力：Liquem・Cecilia（共に#44 - 47）
- 協力：DH（クレジット表記なし）
- 宣伝：佐野絵梨
- デスク：皆川由香
- 写真提供：©プロフェリエ（#3）
- ディレクター：岩淵渡、福田達朗（#1 - 8）、山本健太（#1 - 4）、東山紗也 （#1 - 4）、中島彰人（#5 - 48）、吉岡大介（#5 - 48）、村松敬祐（#9 - 13・21・23）、川端洋輔（#9 - 17）、渡部修平（#14 - 17）、真船潤（#18 - 20・22・24 - 48）、小笠原豪（#25 - 48）/ 戸澤悠一、脇田晃太朗（#1 - 4）、スティーブンス・ブラッド・拓士（#1 - 8）、絹川翔瑠（#5 - 32）、井上稜也（#5 - 48）、吉末智（#5 - 48）、胡桃澤圭（#9 - 48）
- 演出：中村文彦
- プロデューサー：沢田健介 / 毛利忍、増田俊二郎、五十嵐邦延、小島康嗣（#1 - 24）、宮本哲也（#14 - 48） / 髙橋桃花（#1 - 13）、姜佳文（#14 - 48、#1 - 13はディレクター）
- プロデュース：植野浩之
- 制作：南波昌人
- 制作協力：Salvage
- 製作著作：日本テレビ